# Гранитца, Карл-Хайнц
Карл-Хайнц Гра́нитца (нем. Karl-Heinz Granitza; род. 1 ноября 1951, Люнен) — немецкий футболист, нападающий. Наиболее известен как игрок клуба NASL «Чикаго Стинг».

## Карьера

### Начало
Первые шаги Карл-Хайнц Гранитца делал в молодёжной команде «Люнена». С 1959 года он продолжал своё футбольное образование в «Айнтрахте» из Дортмунда, где прошёл все ступени молодёжной академии, а также провёл первые годы на старшем уровне в любительском футболе. Сезон 1972—73 он играл в своём родном городе, так как его подписал «Люнер», который повысился до Западной региональной лиги. Тренером тогда был Тео Грюндкен. В дебютном матче, 30 июля 1972 года, экс-любители на 60-й минуте перед 8-тысячной аудиторией на домашней игре против «Рот-Вайсс» сделали замену в атаке. На поле вышел Гранитца. Он забил два гола и принёс команде победу. Несмотря на возвращение защитника-ветерана Дитера Цорка из «Бохума», в конце сезона «Люнер» не смог удержаться в лиге с одной победой и одиннадцатью ничьими, а договор с Гранитцой был подписан лишь на год. Он сыграл 23 матча, забил четыре гола.
Летом 1973 года Гранитца перешёл в «Гютерсло» из Западной региональной лиги. «Гютерсло» вырвал второе место в последнем туре Регионального чемпионата 1973—74 и получил право на участие в новом сезоне 1974—75 во Второй Бундеслиге. В 29 матчах он забил одиннадцать голов за немецкий клуб. Первый сезон во 2-й лиге принёс бывшему форварду «Люнена» пять голов в 21 матче. В завершение сезона 1975—76 он получил предложение от Вестфальского «Рёхлинг Фельклинген» из 2-й Бундеслиги и переехал в земли Саар. Под тренерством Герберта Бинкерта, играя вместе с вратарём Юргеном Штарсом, капитаном команды Вернером Мартином и его коллегой Вальтером Шпором, Гранитца забил 29 голов и оказался в верхней части списка лучших бомбардиров сезона 1975—76 Второй Бундеслиги. Он начал сезон 1976—77, сыграв первые семь игр и забив три гола.

### «Герта»
В 1976 году состоялся переход Гранитцы в берлинскую «Герту». 17 сентября он вышел в первый раз на поле в Бундеслиге. Тогда было поражение со счётом 1-2 от дортмундской «Боруссии», но он забил гол престижа в Берлине. В своём втором матче «Герта» дома на Олимпийском стадионе выиграла со счётом 2:1 у «Вердера», Гранитца забил оба гола. «Герта» заняла второе место в чемпионате в сезоне 1976—77, а «Эллис» забил в 27 матчах 15 голов. Уже 17 ноября 1976 года он был вызван в сборную Германии-B на международный матч против Румынии в Тимишоаре. В Кубке Германии «Герте» по руководством Георга Кесслера пришлось играть в финале против «Кёльна». Игра состоялась 28 мая 1977 года в Ганновере и закончилась со счётом 1-1 после дополнительного времени, была назначена переигровка через два дня. Теперь удача улыбнулась команде тренера Ганса Вайсвайлера, 1-0 в пользу «Кёльна». Гранитца играл в нападении в двух финальных встречах в паре с более опытным форвардом «Герты» Лоренцом Хорром. После прихода в «Герту» нового тренера Куно Клётцера команда закончила сезон 1977—78 на третьей позиции в Лиге. Немецкий нападающий отметился личным успехом: 17 голов в 31 матче.
Последний матч Гранитцы в Германии состоялся 16 декабря 1978 года, когда «Герта» проиграла со счётом 2-0 в домашней игре против «Кёльна». В последнее время игрока начали ставить в полузащиту с Оле Расмуссеном, Дитером Нюссенгом, Вольфгангом Сидкой и Эрихом Бером, но в последний раз он вышел вместе с Юргеном Милевски в нападении. В Кубке Германии в 1979 году он участвовал в матчах второго и третьего основного раунда против «Боруссии» из Менхенгладбаха и «Вормация» из Вормса (2 декабря 1978). В Кубке УЕФА он играл против «Тракия Пловдив» и «Динамо» (Тбилиси) в составе «Герты».

### «Чикаго Стинг»
С 1979 года Гранитца играл за «Чикаго Стинг» из NASL и к 1984 году имел в активе очень солидный показатель: 199 матчей и 128 голов. Он занял в списке бомбардиров второе место после Джорджо Кинальи. Чемпионом NASL игрок был дважды: в 1981 и 1984 гг. В 1982 году он был признан спортсменом года в Чикаго во второй раз и, выиграв чемпионат в 1984 году, был включён команду «Всех Звёзд» NASL. Товарищами по команде в Чикаго были три соотечественника: Ганс Вайнер, Инго Петер и Арно Штеффенхаген. Гранитца также был одним из лучших игроков MISL, имея опыт успешных выступлений в мини-футболе ещё под эгидой NASL. В общей сложности в 238 матчах (с 1980 по 1987) он забил 314 голов.

## После завершения карьеры
В мае 1991 года Карл-Хайнц Гранитца вернулся с женой и тремя детьми обратно в Германию, сначала в Дортмунд, а потом, в 1992 году, — в Берлин. Он был по-прежнему активен в спорте и играл за любительские команды и команды ветеранов. Карл-Хайнц Гранитца был включен в Национальный футбольный зал славы, Онеонта (Нью-Йорк).

## Статистика выступлений
| Клуб             | Сезон            | Лига | Лига | Кубок ФРГ | Кубок ФРГ | Еврокубки | Еврокубки | Итого | Итого |
| Клуб             | Сезон            | Игры | Голы | Игры      | Голы      | Игры      | Голы      | Игры  | Голы  |
| ---------------- | ---------------- | ---- | ---- | --------- | --------- | --------- | --------- | ----- | ----- |
| Люнер            | 1972/73          | 23   | 4    | 0         | 0         | -         | -         | 23    | 4     |
| Люнер            | Итого            | 23   | 4    | 0         | 0         | 0         | 0         | 23    | 4     |
| Гютерсло         | 1973/74          | 29   | 11   | 0         | 0         | -         | -         | 29    | 11    |
| Гютерсло         | 1974/75          | 21   | 5    | 2         | 2         | -         | -         | 23    | 7     |
| Гютерсло         | Итого            | 50   | 16   | 2         | 2         | 0         | 0         | 52    | 18    |
| Рёхлинг          | 1975/76          | 38   | 29   | 6         | 3         | -         | -         | 44    | 32    |
| Рёхлинг          | 1976/77          | 7    | 3    | 1         | 0         | -         | -         | 8     | 3     |
| Рёхлинг          | Итого            | 45   | 32   | 7         | 3         | 0         | 0         | 52    | 35    |
| Герта (Берлин)   | 1976/77          | 27   | 15   | 6         | 3         | 0         | 0         | 33    | 18    |
| Герта (Берлин)   | 1977/78          | 31   | 17   | 6         | 2         | 4         | 2         | 41    | 21    |
| Герта (Берлин)   | 1978/79          | 15   | 2    | 3         | 0         | 6         | 3         | 24    | 5     |
| Герта (Берлин)   | Итого            | 73   | 34   | 15        | 5         | 10        | 5         | 98    | 44    |
| Чикаго Стинг     | 1978             | 23   | 20   | -         | -         | -         | -         | 23    | 20    |
| Чикаго Стинг     | 1979             | 34   | 21   | -         | -         | -         | -         | 34    | 21    |
| Чикаго Стинг     | 1980             | 34   | 20   | -         | -         | -         | -         | 34    | 20    |
| Чикаго Стинг     | 1981             | 41   | 26   | -         | -         | -         | -         | 41    | 26    |
| Чикаго Стинг     | 1982             | 32   | 20   | -         | -         | -         | -         | 32    | 20    |
| Чикаго Стинг     | 1983             | 32   | 15   | -         | -         | -         | -         | 32    | 15    |
| Чикаго Стинг     | 1984             | 29   | 19   | -         | -         | -         | -         | 29    | 19    |
| Чикаго Стинг     | Итого            | 225  | 141  | 0         | 0         | 0         | 0         | 225   | 141   |
| Ваттеншайд 09    | 1983/84          | 1    | 0    | 0         | 0         | -         | -         | 1     | 0     |
| Ваттеншайд 09    | Итого            | 1    | 0    | 0         | 0         | 0         | 0         | 1     | 0     |
| Всего за карьеру | Всего за карьеру | 417  | 227  | 24        | 10        | 10        | 5         | 451   | 242   |